# Comté de Mackinac
Pour les articles homonymes, voir Mékinac (homonymie).
Le comté de Mackinac (Mackinac County en anglais) est situé dans le sud-est de la péninsule supérieure de l'État du Michigan, sur le détroit de Mackinac et le lac Michigan. Son siège est la ville de Saint-Ignace. Sa population, selon le recensement de 2000, est 11 943.

## Géographie
Le comté a une superficie de 5 440 km², dont 2 646 km² en surfaces terrestres. 
Le pont Mackinac, situé à la pointe sud de la ville de Saint-Ignace, relie ce comté avec la péninsule inférieure, du sud. La rivière Pointe aux Chênes se jette dans le lac Michigan à quelques kilomètres à l'ouest du détroit de Mackinac.
Le comté inclut archipel des Cheneaux du Lac Huron, dominé par l'Île Marquette.

### Comtés adjacents
- Comté de Luce (nord)
- Comté de Chippewa (est)
- Comté de Schoolcraft (ouest)
- Comté d'Emmet (sud)